# ناردون
ناردون فیلمی به کارگردانی و نویسندگی فریدون حسن‌پور و تهیه‌کنندگی منصور سهراب‌پور محصول سال ۱۳۹۴ است. این فیلم در تاریخ ۲۰ مرداد ۱۳۹۵ در سینماهای ایران اکران شده‌است.

## خلاصه داستان
به‌خاطر اینکه هزینه‌ها بالا نره عروسی رو همزمان با عزا برگزار کنیم.

## بازیگران
- امین حیایی
- لیلا اوتادی
- مهران غفوریان
- سیروس گرجستانی
- مهران رجبی
- امیر نوری
- شهرام قائدی
- علیرضا مسعودی
- پوراندخت مهیمن
- نسرین بابایی
- مهشید مرندی کهن